# Зімниця (Нижньосілезьке воєводство)
Зімниця (пол. Zimnica, нім. Kaltvorwerk) — село в Польщі, у гміні Олесниця Олесницького повіту Нижньосілезького воєводства.
Населення — 168 осіб (2011).
У 1975-1998 роках село належало до Вроцлавського воєводства.

## Демографія
Демографічна структура станом на 31 березня 2011 року:
|          | Загалом | Допрацездатний вік | Працездатний вік | Постпрацездатний вік |
| -------- | ------- | ------------------ | ---------------- | -------------------- |
| Чоловіки | 87      | 24                 | 62               | 1                    |
| Жінки    | 81      | 17                 | 51               | 13                   |
| Разом    | 168     | 41                 | 113              | 14                   |